# PayPoint
PayPoint plc este o companie care este principalul operator de plăți cash și online din Regatul Unit al Marii Britanii și Irlandei de Nord, înființată în anul 1996.
Compania procesează anual 540 milioane de tranzacții în valoare de peste 10 miliarde euro pentru 6.000 de clienți - furnizori și comercianți.
Începând din septembrie 2004, PayPoint este listată la bursa din Londra cu simbolul PAY:LSE.
Capitalizarea bursieră a companiei la data de 29 martie 2009 era de 291,4 milioane euro.
În februarie 2009, compania avea instalate 26.674 de terminale.
În anul fiscal 2007/2008, compania a înregistrat venituri totale de peste 236 milioane euro și venituri nete de 78 milioane euro.
În anul fiscal 2009-2010, a raportat venituri de 232 milioane euro.
PayPoint oferă, de asemenea, servicii complete de reîncărcare electronică a cartelelor preplătite pentru Cosmote, Orange, Vodafone și Zapp, precum și servicii de încărcare electronică pentru operatorii de telefonie fixă cu acces internațional și de Internet, printre care se numără EasyComm, Nobel și Worldtelecom (Number One).
Pentru Focus Sat, PayPoint oferă servicii de eliberare de vouchere cu coduri electronice pentru utilizatorii de servicii preplătite de tip DTH (Direct-To-Home).
PayPoint activează și în România, din anul 2007, prin intermediul subsidiarei sale Pay Store.
În martie 2009, PayPoint România avea 5.702 terminale în întreaga țară
și circa 200 de angajați.
PayPoint Romania a înregistrat venituri de 28,8 milioane euro în anul fiscal 2009-2010.
Pay Store a fost achiziționată în anul 2007 de la grupul RTC, pentru suma de 15,5 milioane de euro.